# Durio kutejensis
Durio kutejensis, je obvykle znám jako durian pulu, durian merah, nyekak, nebo lai, je ovocný strom z čeledi slézovité pocházející z deštného pralesa na Borneu. Jedná se o velmi atraktivní strom dorůstající do 30 m výšky.
Plod tohoto stromu je podobný plodům známého durianu cibetkového (Durio zibethinus). Je pěstován na východním Kalimantanu a byl sázen i v australském Queenslandu. V Bruneji je jeho plod oblíbenější než známější plod durianu cibetkového.